# Dap Prampi Mesa Chokchey
 (février 2018).
Si vous disposez d'ouvrages ou d'articles de référence ou si vous connaissez des sites web de qualité traitant du thème abordé ici, merci de compléter l'article en donnant les références utiles à sa vérifiabilité et en les liant à la section « Notes et références ».
Dap Prampi Mesa Chokchey (Le Glorieux 17 avril) fut l'hymne national du Cambodge de 1976 à 1979.

## Historique
Dès 1975, le Cambodge devient communiste. Pol Pot arrive au pouvoir. Un nouvel hymne national est adopté l'année suivante. Il s'intitule Dap Prampi Mesa Chokchey, signifiant "Le Glorieux 17 avril" en khmer. Ce chant fait référence au 17 avril 1975, date où le régime communiste appelé "Kampuchéa démocratique" est mis en place. Il s'agit d'un régime dictatorial d'inspiration maoïste. Le pays devint très vite allié des pays communistes voisins (Chine, Laos, Viêt Nam...). Cependant, à partir de 1977, Pol Pot entreprend une série de purges et fait placer de nombreuses mines anti-personnel, notamment à la frontière vietnamo-cambodgienne. Les relations avec le Viêt Nam et son pays se détériorent brusquement. Les forces armées vietnamiennes envahissent le Cambodge en 1979, ce qui entraîne la chute de Pol Pot. Dès cette date, cet hymne est abandonné.

## Paroles

### Paroles enkhmer
| Khmer ឈាមក្រហមច្រាល ស្រោចសព៌ក្រុងវាល កម្ពុជាមាតុភូមិ ឈាមកម្មករ កសិករដ៏ឧត្តម ឈាមយុទ្ធជន យុទ្ធនារីបដិវត្តិ ។ ឈាមប្រែក្លាយជា កំហឹងខ្លាំងក្លា តសូមោះមុត ដប់ប្រាំពីរមេសា ក្រោមទង់បដិវត្តិ ឈាមរំដោះ អំពីភាពខ្ញុំគេ ។ ជយោ ! ជយោ ! ដប់ប្រាំពីរមេសាជោគជ័យ មហាអស្ចារ្យមានន័យធំធេង លើសសម័យអង្គរ ! យើងរួបរួមគ្នា កសាងកម្ពុជានឹងសង្គមថ្មីបវរ ប្រជាធិបតេយ្យ សមភាពនឹងយុត្ដិធម៌ តាមមាគ៌឵ម្ចាស់ការ ឯករាជ្យរឹងមាំ ប្ដេជ្ញាដាច់ខាត ការពារមាតុភូមិ ទឹកដីឧត្តម បដិវត្តដ៏រុងរឿង ជយោ ! ជយោ ! ជយោ ! កម្ពុជាថ្មី ប្រជាធិបតេយ្យ សំបូរថ្កុំថ្កើង ប្តេជ្ញាជ្រោងគ្រវី ទង់បដិវត្តិក្រហមខ្ពស់ឡើង សាងមាតុភូមិយើង អោយចំរើនលោតផ្លោះ មហារុងរឿង មហាអស្ចារ្យ ! | Transcription (IPA) /cʰiəm krɑhɑːm craːl/ /sraoc sarəp kroŋ ʋiəl kampuʔciə miətoʔpʰuːm/ /cʰiəm kamməkɑː kaʔsekɑː dɑː ʔutdɑm/ /cʰiəm juttəʔcu˘ən juttəʔniəriː paʔteʋo˘ət/ /cʰiəm prae kʰlaːy ciə kɑmhəŋ kʰlaŋ kʰlaː/ /tɑː suː mu˘əh mut/ /dɑp-pram-piː meːsaː kʰraom tu˘əŋ paʔteʋo˘ət/ /cʰiəm rumdɑh ʔɑmpiː pʰiəp kʰɲom keː/ /cejoː cejoː / /dɑp-pram-piː meːsaː coːk-cɨj/ /mɔhaː ʔɑhcaː miən nəi tʰom-tʰeːŋ/ /ləː samaj ʔɑŋkɔː!/ /jəːŋ ruəp-ruəm kʰniə/ /kɑːsaːŋ kampuʔciə nɨŋ sɑŋkum tməi bɑːʋɑː/ /prɑciə-tʰɨppətaj saːmɔːpʰiəp nɨŋ juttəʔtʰɔə/ /taːm miəkiə mcah kaː ʔaekkəriəc rɨŋ mo˘əm./ /pdacɲaː dac kʰaːt kaːpiə miətoʔpʰuːm/ /tɨk dəi ʔutdɑm paʔteʋo˘ət dɑː ruŋ-rɨəŋ!/ /cejoː cejoː/ /cejoː kampuʔciə tməj/ /prɑciə-tʰippətaj sɑmboː tkom tkaəŋ/ /pdacɲaa croːŋ krɔʋiː tu˘əŋ paʔteʋo˘ət krɑhɑːm kpu˘əh laəŋ/ /saːŋ miətoʔpʰuːm jəːŋ ʔaoy cɑmraən loːt plɑh/ /mɔhaː ruŋ-rɨəŋ mɔhaː ʔɑhcaː/ |

### Traduction enanglais
(8 février 2018).
The bright scarlet blood
Flooded over the towns and plains of our motherland Kampuchea,
The blood of our good workers and farmers,
Our revolutionary fighters' blood, both men and women.
Their blood produced a great anger and the courage
To contend with heroism.
On 17 April, under the revolutionary banner,
Their blood freed us from the state of slavery.
Hurrah, hurrah,
For the glorious 17 April!
That wonderful victory had greater significance
Than the Angkor period!
We are uniting
To construct a Kampuchea with a new and better society,
Democratic, egalitarian and just.
We follow the road to firmly-based independence.
We absolutely guarantee to defend our motherland,
Our fine territory, our magnificent revolution!
Hurrah, hurrah,
Hurrah! For the new Kampuchea
A splendid, democratic land of plenty!
We guarantee to raise aloft and wave the red banner of the revolution.
We shall make our motherland prosperous beyond all others,
Magnificent, wonderful!

### Traduction enfrançais
(25 février 2022).